# Ройял Найтс
«Ройял Найтс» (яп. ロイヤルナイツ Роиярунаицу, англ. Royal Knights) — японский вокальный квартет.

## История коллектива
Датой рождения этого коллектива принято считать 1959 год, когда выпускники Токийского университета искусств по классу вокала братья Хитоси и Мисару Фунада загорелись идеей создать музыкальный коллектив. Вскоре к тенору Хитоси Фунада и баритону Мисару Фунада присоединились ещё один тенор Кэндзиро Кусуносэ и бас Дзё Сасаки.
В начале 1960 года состоялись первые выступления коллектива. Первоначально у квартета не было чётко выраженного репертуара исполнения и он в основном заимствовал репертуар заокеанских звёзд. Выступал квартет редко, чаще на малых площадках, деля сцену с другими коллективами и играя на второстепенных ролях, очень часто в качестве фонового вокала на выступлениях более известных эстрадных звёзд того времени. Не удалось квартету занять лидирующие позиции и в звукозаписи.
В 1964 году, специально к Олимпиаде, была записана песня «Dream Five», ставшая одной из самых удачных композиций раннего творчества «Ройял Найтс». А пластинка с перепетыми песнями The Beatles, выпущенная в 1966 году, не нашла особой популярности. В том же году один из основателей коллектива Мисару Фунада покинул коллектив, что стало следствием тяжёлой болезни. Его место занял другой баритон Кэндзи Ямасита. Кэндзи Ямасита был, как и другие участники, выпускником Токийского университета искусств и к тому же до этого работал на русскоязычном «Радио Токио», его мать была русской, и он хорошо владел русским языком.
В этом же 1966 году в Японии директор Госконцерта СССР Н. М. Алещенко возглавлял гастролирующую труппу Новосибирского балета. Помимо концертной деятельности он искал и подбирал музыкальных исполнителей для гастролей по Союзу. Среди последних оказались «Ройял Найтс». Уже в декабре 1966 года коллектив пригласили на гастроли по Киеву, Москве, Ленинграду, Ташкенту, Новосибирску, Хабаровску. Проведённые квартетом концерты прошли при полном аншлаге в залах, а коллектив вписал в свой репертуар народные и эстрадные песни того времени.
Осенью 1967 года квартет провёл ещё одни гастроли в Советском Союзе. «Ройял Найтс» превратились в настоящих звёзд эстрады, их стали приглашать на радио и телевидение. В 1968—1970 годах «Ройял Найтс» объехали Венгрию, Югославию, Румынию и весь юг РСФСР.
В 1970 году из-за проблем с голосовыми связками из состава ушёл второй основатель квартета Хитоси Фунада, на его место пришёл Кунио Кацуяма.
В ходе очередного турне по Союзу коллектив был приглашён к участию в съёмках фильма «Концерт после концерта», а вскоре после этого они записали на студии «Мелодия» пластинку, которая разошлась по всей стране огромным тиражом.
В конце 1970-х годов популярность набирают рок и женский поп-вокал. В 1979 году «Ройял Найтс» прекращают концерты и группа распадается. В 1988 году группа собралась снова.
В 2024 году умер Кэндзи Ямасита.